# Hallescher Verlag
Der Hallesche Verlag wurde 1993 in Halle (Saale) von Manfred Schwarz gegründet.

## Tätigkeit
Der Verlag beschäftigt sich vor allem mit Neueditionen wissenschaftshistorischer Texte und Dokumente aus dem Zeitraum der Aufklärung und Romantik und die Publikation von Arbeiten jüngerer Wissenschaftler. Darunter sind eine Schriftenreihe zur Geistes- und Kulturgeschichte, die akademischen Studien und Vorträge sowie Dissertationen.
Verlegte Sachgruppen sind Geistes- und Kulturgeschichte, Pietistische Aufklärung des 17. und 18. Jahrhunderts, Akademische Studien und Vorträge, Mittelalter, Philosophie, Naturwissenschaft und Geschichtsdokumentate des 19. und 20. Jahrhunderts.
Der Verlag ist Mitglied im Börsenverein des Deutschen Buchhandels.

## Publikationen
- Günter Schenk: Leben und Werk des halleschen Aufklärers Georg Friedrich Meier. Hallescher Verlag, Halle/Saale 1994. ISBN 3-929887-01-0
- Der Verleger Johann Justinus Gebauer. Halle 1998, Hallescher Verlag, ISBN 3-929887-18-5
- George Boole: The mathematical analysis of logic: being an essay towards a calculus of deductive reasoning, 1847 ISBN 1855065835
  - Aus dem Englischen übertragen, kommentiert und mit einem Nachwort versehen von Tilman Bergt: Die mathematische Analyse der Logik, Hallescher Verlag 2001 ISBN 3-929887-29-0
- Günter Mühlpfordt, Günter Schenk: Der Spirituskreis 1890–1958. Hallescher Verlag, Halle. Band 1: 2001, ISBN 3-929887-23-1, Band 2: 2004, ISBN 3-929887-28-2
- Hans-Joachim Kertscher: Hallesche Verlagsanstalten der Aufklärungsepoche: Die Verleger Carl Hermann Hemmerde und Carl August Schwetschke.  Hallescher Verlag, Halle (Saale) 2004, ISBN 978-3-929-88726-6